# Plectranthias robertsi
Plectranthias robertsi is een straalvinnige vissensoort uit de familie van zaag- of zeebaarzen (Serranidae). De wetenschappelijke naam van de soort werd voor het eerst geldig gepubliceerd in 1995 door John Ernest Randall en Doug Hoese.